# B53 (核爆弾)

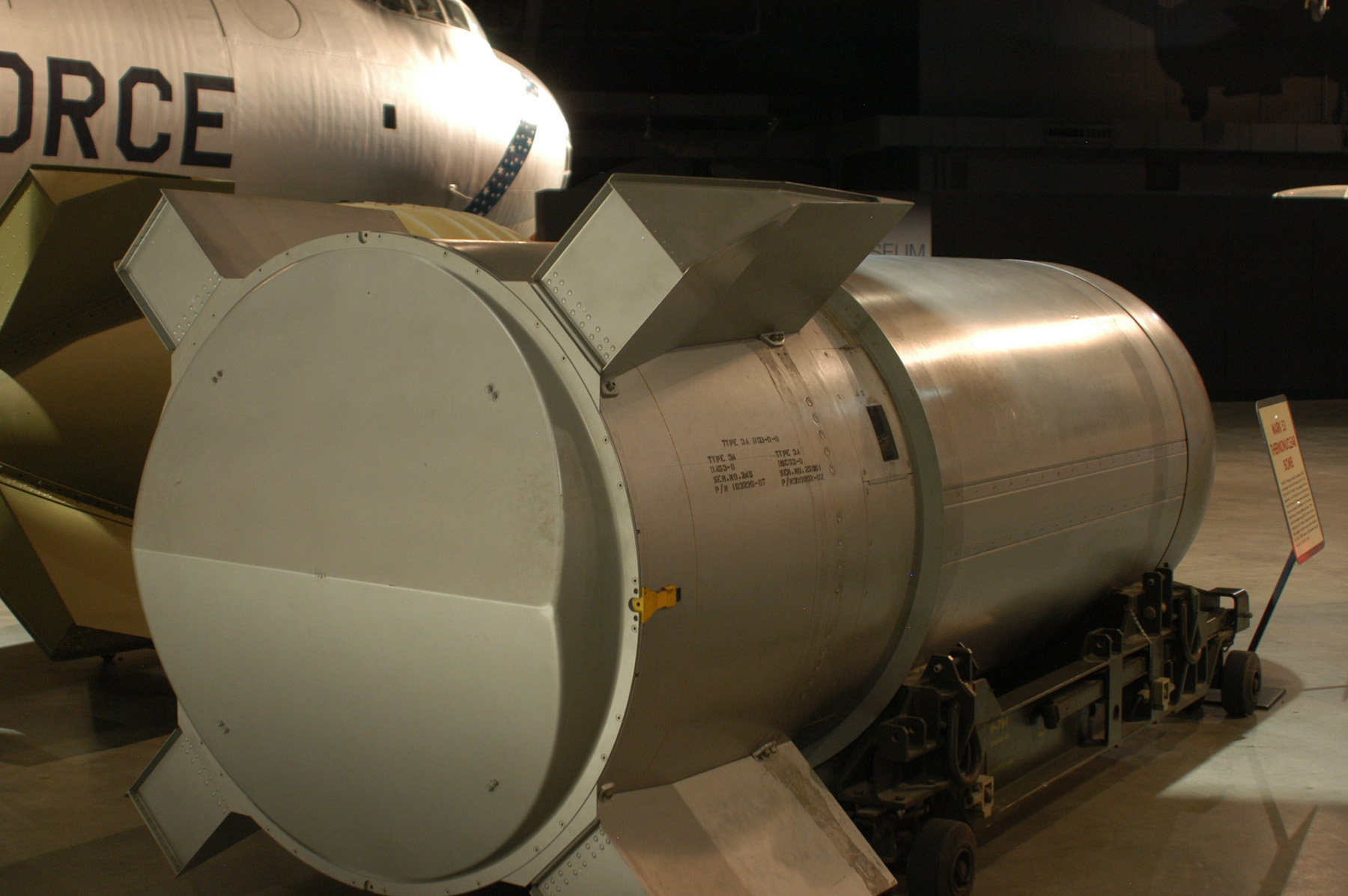
B53の背面（国立アメリカ空軍博物館所蔵）

B53は、アメリカ合衆国が配備していた核爆弾（水素爆弾）である。メガトン級の核出力を有する戦略目的の核爆弾であり、W53核弾頭も同等の弾頭を使用している。キューバ危機により米ソの対立が深まった時期に生産され、冷戦の象徴とも称された。

## 概要
開発は、1955年にロスアラモス国立研究所で開始された。1962年-1965年まで生産が行われ、350発が生産された。搭載航空機は、アメリカ空軍のB-47、B-52、B-58などの大型爆撃機であり、各機種とも1発のみ搭載できる。投下に際しては、三段階のパラシュート展開により、レイダウン投下が可能となっている。プライマリー部にはプルトニウムを用いず、高濃縮ウランを用いている。核融合燃料は、リチウム6同位体を用いた重水素化リチウムである。
最大威力が9メガトンと大きく、1997年にB61 Mod 11地中貫通爆弾に更新されるまでは、地下施設破壊用に配備されていた。これは、地表面での核爆発による衝撃波で、地下施設を破壊するものである。
W53核弾頭については、タイタン II大陸間弾道ミサイルの弾頭として1987年まで配備されていた。これは、単弾頭ミサイルとして、Mk.6再突入体内に搭載されていた。
2011年10月25日に、最後まで保管されていた1発がテキサス州アマリロの核施設にて解体されたことが国家核安全保障局から発表された。
ネバダ州ラスベガスの核実験博物館などで展示されている。